# Conus heterospira
Conus heterospira é uma espécie de gastrópode do gênero Conus, pertencente a família Conidae.